# Peristedion
Genre
Peristedion est un genre de poissons téléostéens de la famille des triglidés.

## Liste des espèces
- Peristedion altipinne (Regan, 1903)
- Peristedion amblygenys (Fowler, 1938)
- Peristedion antillarum (Teague, 1961)
- Peristedion barbiger (Garman, 1899)
- Peristedion brevirostre (Günther, 1860)
- Peristedion cataphractum (Linnaeus, 1758))
- Peristedion crustosum (Garman, 1899)
- Peristedion ecuadorense (Teague, 1961)
- Peristedion gracile (Goode et Bean, 1896)
- Peristedion greyae (Miller, 1967)
- Peristedion halyi (Day, 1888)
- Peristedion imberbe (Poey, 1861)
- Peristedion liorhynchus ((Günther, 1872))
- Peristedion longispatha (Goode et Bean, 1886)
- Peristedion miniatum (Goode, 1880)
- Peristedion moluccense (Bleeker, 1851)
- Peristedion nierstraszi (Weber, 1913)
- Peristedion orientale (Temminck et Schlegel, 1843)
- Peristedion paucibarbiger (Castro-Aguirre et Garcia-Domínguez, 1984)
- Peristedion picturatum (McCulloch, 1926)
- Peristedion riversandersoni (Alcock, 1894)
- Peristedion thompsoni (Fowler, 1952)
- Peristedion truncatum (Günther, 1880)
- Peristedion unicuspis (Miller, 1967)
- Peristedion weberi (Smith, 1934)